# Пенжина
Пѐнжина е река в Азиатската част на Русия, Източен Сибир, Камчатски край, вливаща се в Пенжински залив (Пенжинска губа) (североизточната част на залива Шелихов) на Охотско море. Дължината ѝ е 713 km, която ѝ отрежда 94-то място по дължина сред реките на Русия.
Река Пенжина води началото си от крайните североизточни части на Колимската планинска земя, на 1100 m н.в., в най-северозападната част на Камчатски край. В горното си течение Пенжина е типична планинска река с тясна и дълбока долина, бързо течение, прагове, водопади и подводни камъни. След устието на десния ѝ приток река Шайбовеем (при 567 km) долината ѝ се разширява и се появява заливна тераса, по която реката меандрира. В тези два участъка Пенжина тече в посока изток-югоизток. След устието на река Мургал (ляв приток, при 359 km) Пенжина завива на юг, а след това – на югозапад и протича през обширната Пеншинска низина, разположена между Пенжинския хребет на югоизток и Ичигемския хребет на северозапад. Тук реката има вече типичен равнинен характер – широко до 600 m меандриращо корито, разделящо се на ръкави и дълги и тесни острови между тях. В последните 50 km от течението на Пенжина долината ѝ се стеснява, става асиметрична, със стръмни десни и полегати леви склонове, тъй като в този учактък протича между Пенжинския хребет на юг и Окланското плато на север. Влива се чрез естуар в североизточния ъгъл на Пенжинска губа, простиращ се в североизточната част на големия залив Шелихов на Охотско море при село Манила.
Водосборният басейн на Пенжина има площ от 73,5 хил. km2 и се простира в крайната северна и северозападна част на Камчатски край и граничи със следните водосборни басейни:
- на северозапад – водосборния басейн на река Колима, вливаща се в Източносибирско море;
- на североизток и изток – водосборния басейн на река Анадир, вливаща се в Берингово море;
- на юг и югозапад – водосборните басейни на река Таловка и други по-малки, вливащи се в Охотско море.

Във водосборния басейн на реката има 854 реки с дължина над 10 km, като 8 от тях са с дължина над 100 km:
567 ← Шайбовеем 167 / 4150
519 → Аянка 127 / 3160
359 → Мургал 121 / 3100
306 → Черна 253 / 6300
256 → Слаутная 130 / 2200
192 ← Кондирева 212 / 1740
97 ← Оклан 272 / 12 600
77 → Белая 304 / 13 800
Подхранването на реката е от смесен тип, като преобладава снежното – до 65%, дъждовно – до 25%. За Пенжина е характерно много високо пролетно-лятно пълноводие, по време на което преминава 70 – 80% от годишния отток. То започва в средата на май, а максимумът е през юни. Среден годишен отток при село Каменское (на 70 km от устието) 695 m3/s, което като обем се равнява на 21,935 km3, максимален многогодишен отток 11700 m3/s. Колебанията на водното ниво нарастват от 4,1 m (при село Аянка) в средното течение до 7,6 m (при село Каменское) в долното течение. През пълноводието на 1966 г. нивото на водата достига до 8 m при Каменское, ширината на залетия участък 3,5 km, а скоростта на течението – 4 m/s. Пълноводието завършва в края на юли или началото на август. През лятото и есента са възможни епизодични приждания на реката в резултат на поройни дъждове, при които нивото на водата отново се покачва до 4 m. Маловодния период започва през първата половина на октомври и продължава до май, като минимумът от 21 m3/s е през март и при село Каменское този период продължава 224 дни. Есенният ледоход по пенжина започва през втората декада на октомври и в края на месеца се формира устойчива ледена покривка, която се съхранява до средата на май, а в отделни години – до началото на юни. Дебелината на леда достига до 1,5 – 1,6 m. Естуарт на река Пенжина е известен с това, че в него се наблюдават най-високата приливна вълна в (13,4 m) Русия и една от най-големите в света.
По течението на Пенжина са разположени 5 села: Манила (на северния бряг на естуара), Каменское (районен център), Оклан, Слаутное и Аянка.
Реката е плавателна до село Слаутное (при 256 km), а при особено високи води и до село Аянка (при 350 km).
През 1651 г. руският казак първопроходец Михаил Стадухин извършва поход на юг от Анадирския остров с цел събиране на данъци от местните жители. С отряда си той преодолява ниския вододел и открива средното течение на Пенжина около устието на левия ѝ приток Черна и извършва първото плаване надолу по реката до устието ѝ. През 1741 г. отделен отряд от експедицията на лейтенант Дмитрий Лаптев извършват първите научни изследвания в долното течение на Пенжина. През 1869-70 г. руският държавен служител от естонски произход Герхард Майдел, на базата на своите и на предишни изследователи измервания съставя първата достоверна карта на пенжинската низина и долното течение на реката.